# Matelea refracta
Matelea refracta là một loài thực vật có hoa trong họ La bố ma. Loài này được (E.Fourn.) Morillo mô tả khoa học đầu tiên năm 1984.